# 競技ダンス
競技ダンス（きょうぎダンス）は、ダンス演技における技術や芸術要素を競うもので、競技会（コンペ）において競われる。競技で用いられるダンス種目、音楽、服装は社交ダンスとして踊られる物と共通する部分が有る。映画Shall we ダンス?やウリナリ芸能人社交ダンス部の活動のTV放映などを通じて幅広く認知されるようになった。オリンピック競技としての採用も目指している。IOC後援のワールドゲームズでは第5回大会のワールドゲームズ1997から正式競技。アジア競技大会でも2010年から正式競技。障害者のために車椅子ダンスや視覚障害者のためのブラインドダンスの競技会も開催されている。スポーツ性能が要求されるため、ダンススポーツ（英: dance sport、英: dancesport）とも呼ばれる。

## 競技概要

### 種目
- スタンダード（モダン） 5種目
  - ワルツ、タンゴ、ヴェニーズワルツ、スローフォックストロット、クイックステップ
- ラテンアメリカン 5種目
  - チャチャチャ、サンバ、ルンバ、パソ・ドブレ、ジャイブ

競技会によって種目は異なる。1種目の順位で競う単科戦と複数種目の合計順位で競う総合戦がある。
スタンダード・ラテン・10ダンス（スタンダード5種＋ラテン5種）等の競技区分がある。

### 年齢区分
年齢区分のある試合がある。
- ジュニアI (年内に12歳13歳の誕生日を迎える者。男女の片方が11歳以下可)
- ジュニアII (年内に14歳15歳の誕生日を迎える者。男女の片方が13歳以下可)
- ユース（年内に16歳17歳18歳の誕生日を迎える者。男女の片方が15歳以下可）
- シニアI（年内に35歳以上と30 歳以上の誕生日を迎える者)
- シニアII（年内に45歳以上と40歳以上の誕生日を迎える者)
- シニアIII（年内に55歳以上と50歳以上の誕生日を迎える者）
- シニアIV（年内に65歳以上と60歳以上、又は男女共60歳以上、又は合計年齢120 歳以上）

### 競技会の進め方
競技ダンスの予選はひとつのフロアで複数のカップル（組）が同時に踊る。審査員の数は7人以上の奇数にするのが一般的であるが、小さな競技会では3人程度の場合もある。
競技会は一次予選から始まる。競技者は各予選にて、12カップル程度（フロアの大きさに依存）に分けられたヒート表を確認し、そのヒート表に基づきフロアに入場する。各ヒート（試合の最小単位）において、すべてのカップルが入場したのを確認したのち、1分15秒から2分間程度の音楽がかけられ、その音楽に合わせてダンスをする。複数の種目がある場合はこれを繰り返す。予選及び準決勝においてはチェック方式にて審査が行われる。審査員はフロア上の各競技者の背番号を確認し、次の予選に進むカップル数分のチェックを各カップルに割り当てる。このとき、同一種目の同一カップルに複数のチェックを割り当てることはできない。次の予選には審査員からより多くのチェックをもらった順に次の予選規定カップル数分選抜され、選抜されたカップルは次のラウンド（予選）に進むことができる。
予選全体で各審査員、各種目のチェック総数は決められ、この総数を超えなければ審査員はヒート毎にチェックを増減させることができる。そのため、各ヒートで実力差がある場合は実力差に応じてチェックの数を増減することで調節できる。さらに、ヒート間の公平性を確保するため、ヒート表を作成する段階でコンピュータでランダム化するヒートシャッフルが行われることもある。
ラウンドごとに半数以上のカップルを残すことが決められているので参加組数によって予選の回数は異なる。何度も予選を行い上位選手を絞り準決勝には約12カップル、決勝には6カップル（または7カップル）が進むことができる。
決勝戦ではスケーティングシステムという審査方法を採用している。予選とは違い審査員は各カップルに順位を付ける。過半数の審査員が付けた順位で判定するという審査方式である。順位決定は11の規則にしたがって行われる。また決勝ではソロダンスや規定の演技を行う競技会もある。
複数の組が同時に踊り、チェック法やスケーティングシステムによる審査では、各組の演技の一部分しか審査できず、審査員による評価項目・評価基準にばらつきがあるといった問題があった。近年、評価の客観性を追求するため、世界ダンススポーツ連盟 (WDSF) 及び、日本ダンススポーツ連盟 (JDSF) 主催の主要競技会にてソロダンス（1組のみで踊る）の導入及び、新採点法が導入されている。新採点法では下記項目を10点満点の絶対評価で採点し、総合点（40点満点)を競う。決勝にて実施されることが多かったが、2015年の世界選手権において予選、準決勝にも導入された。
- TQ テクニカルクオリティ
- MM 音楽に対するムーブメント
- PS パートナリングスキル
- CP コレオグラフィとプレゼンテーション

また、ステップミス、ふらつき、転倒、中断などは別途減点となる。演技の映像はすべて記録され、審査員は結果に対する説明責任を負う。
順位が決まった後、上位入賞者によって踊られるダンスはオナーダンスと呼ばれる（一般的な言葉としてはエキシビション。）。審査基準、審査員資格、予選毎の最小時間間隔、服装規定等、細かい規則は各競技団体によって異なる。

## 歴史
- 1922年： 初の世界選手権が英国ロンドンのクイーンズ・ホールで開催される。当時はワン・ステップ、フォックストロット、ワルツ、タンゴの4種目だった。

### 日本
- 1930年： 玉置眞吉のもとに日本舞踏教師協会が発足。
- 1932年： 赤坂フロリダにて全日本アマチュア選手権が開催された。文献を元に技術の修得を図った「ブックダンス」時代の全盛期だった。
- 1947年： 敗戦の混乱が続く中、日本社交舞踏教師協会が発足。
- 1948年： 銀座美松にて戦後初となる競技会が開催された。
- 1950年： 日本舞踏競技連盟（略称、日競連）が発足。
- 1951年： 日本舞踏競技連盟が初めて主催する競技会、第1回全日本単科選手権が新橋フロリダにて開催。毛塚睦雄・野中桂子組がワルツ・クイックとも優勝。同年の後期大会では三桝良一・三桝静江組がスローフォックストロットを、毛塚睦雄・野中桂子組がタンゴを制した。
- 1955年： 英国より当時現役の全英チャンピオンだったレン・スクリプナー&ネリー・ダガン組が招聘され生のデモンストレーションを披露した。1曲目のワルツが終わった時、観客はあっけにとられて拍手を忘れてしまったらしい。レンは当時を振り返って「踊り終わったと拍手がないので、一瞬自分たちのダンスは日本では受けないのかな？」と思ったと言う。彼らのレクチャーが東京と大阪で行われる。これによって書籍によって伝えられてきたブックダンスの時代が完全に幕を下ろす。第5回全日本舞踏選手権が後楽園アイスパレスでレン・スクリプナーの単独審査において開催された。プロモダン4種目総合で優勝したのは伴野八郎・四本恭子組だった。優勝候補の毛塚睦雄組が準決勝敗退。
- 1956年： 第1回サンケイ杯全日本選抜選手権がスタート。ソニー・ビニックの単独審査により伴野八郎・四本恭子組が優勝。
- 1962年： メルボルンで開催された第4回世界選手権に初めて代表団を派遣。桝岡肇・桝岡英子組、丸山梅雄・丸山田鶴子組、小嶋鉄治・小嶋滋美組、篠田学・篠田雅子組が参戦。篠田学・篠田雅子組がモダン6位、ラテン7位に入賞した。
- 1963年： 東京体育館で開催された第13回全日本選手権より正式にラテン種目が加わる。桝岡肇・桝岡英子組が初代ラテンチャンピオンに。同年、桝岡肇・桝岡英子組、篠田学・篠田雅子組は日本人として初めて全英選手権に参戦した。
- 1965年： 第15回全日本選手権がはじめて日本武道館にて開催された。モダン部門、ラテン部門ともに篠田学・篠田雅子組が優勝。大会の模様はNHKでカラー放送された。
- 1969年： 第17回全日本選手権（日本武道館）で準決勝戦からは三笠宮崇仁親王も観戦した。モダン部門は篠田学・篠田雅子組、ラテン部門は小嶋鉄治・小嶋滋美組が優勝。
- 1969年： 世界選手権が初めて日本で開催。日本代表は篠田学・篠田雅子組、小嶋鉄治・小嶋滋美組、斉野友次郎・松浦有希子組、石原市三・石原佳代子組が参戦。
- 1974年： 第24回全日本選手権（日本武道館）で12歳以下の子供たちによるジュブナイルコンテストがはじめて行われた。
- 1972年： 競技連盟の自主規制により全日本選手権の一位または二位以外は渡英留学が認められていなかったが、この年留学が自由化される。
- 1975年： 日本舞踏競技連盟は組織名を日本競技ダンス連盟と改称。
- 1977年： 日本で2回目となる世界選手権が日本武道館で開催された。モダン部門は毛塚鉄雄・山本千恵子組が3位、田中忠・田中節子組が4位に入賞。ラテン部門は鳥居弘忠・鳥居洋子組が3位、毛塚道雄・毛塚雅子組が6位に入賞。同じ年、鳥居弘忠・鳥居洋子組は世界10ダンス選手権で優勝した。日本アマチュアダンス協会（JADA）発足。
- 1980年： 第1回日本インターナショナル選手権が日本武道館で始まる。
- 1981年： 第1回三笠宮杯全日本ダンススポーツ選手権が開催される。
- 1982年： 日本で3回目の世界選手権が開催される。モダン部門で桜本和夫・桜本智美組が2位、中川勲・中川詠子組が6位に入賞した。
- 1984年： 第1回スーパージャパンカップが日本武道館で開催された。モダン部門は桜本和夫・桜本智美組が、ラテン部門は玉置朝啓・玉置きよ子が初代チャンピオンに。この年風営法が改正され、条件付ながら未成年のダンス教室の立ち入りが許可された。
- 1992年： 日本競技ダンス連盟が文部省（当時）より公益法人の認定を受け、財団法人日本ボールルームダンス連盟（JBDF）となる。
- 1996年： 任意団体日本ダンス議会 (JDC) が発足
- 1998年： IDSF公認世界ダンススポーツ選手権大会が代々木第2体育館にて開催される。
- 1999年： 日本アマチュアダンス協会が日本ダンススポーツ連盟 (JDSF) として新発足、第1回東京インターナショナルオープンダンススポーツ選手権を開催する。
- 2000年11月3日： JBDF、JDC及びJCFが統一して設立した日本プロダンス協議会 (JNCPD) 主催による「プロフェッショナル統一全日本ダンス選手権大会」が開催された。
- 2001年： 秋田ワールドゲームズ2001、ダンススポーツ部門開催。
- 2002年： 日本ダンススポーツ連盟が文部科学省より社団法人の認可を受ける。
- 2005年： 東アジア競技大会のダンススポーツにて、金メダル5個、銀メダル2個、銅メダル2個を獲得。2005年アジア室内競技大会タイバンコクでダンススポーツが実施される。
- 2007年： 日本ダンススポーツ連盟が財団法人日本オリンピック委員会 (JOC) に正式加盟。アジアオリンピック評議会 (OCA) 主催の2007年アジア室内競技大会(アジア・インドアゲームズ)中華人民共和国マカオのダンススポーツにて、金メダル4個、銀メダル2個、銅メダル4個を獲得。
- 2008年： 日本一の高校ダンス部を決める甲子園大会日本高校ダンス部選手権開催。
- 2009年： ベトナムハノイで開催の2009年アジア室内競技大会でダンススポーツが競技として実施される。
- 2009年： 東アジア競技大会(香港国際貿易展示センター)において日本ダンススポーツ連盟から選手派遣、金メダル5・銀メダル4・銅メダル3を獲得する。
- 2010年： 第16回中国・広州2010年アジア競技大会でダンススポーツが競技として実施される。日本ダンススポーツ連盟から選手派遣、銀メダル3個、銅4メダル個を獲得する。
- 2011年： 文部科学省は、『生涯にわたる豊かなスポーツライフを実現する視点から、多くの領域の学習を十分に体験させ、自らが更に探求したい運動を選択できるようにするため。』を理由にダンスを必修、選択科目に導入。新学習指導要領、全面実施。ダンスが学校教育に入った。
- 2012年： 文部科学省はダンスを必修、選択科目に導入。中学校新学習指導要項に全面実施。
- 2012年： 日本一の中学ダンス部を決める甲子園大会日本中学校ダンス部選手権開催。
- 2013年： 文部科学省はダンスを必修、選択科目に導入。高校新学習指導要項を学年進行で実施。
- 2013年： 東アジア競技大会（中国・天津人民体育館）において日本ダンススポーツ連盟から選手派遣、金メダル2・銀メダル4・銅メダル4を獲得する。

## 主要競技会

### 世界ダンススポーツ連盟主催
世界ダンススポーツ連盟 (WDSF) 主催の大会には以下のようなものがある。
- 世界選手権(ジュニア、ユース、アダルト、シニア、10ダンス)

各国選抜の代表選手が参加
- ジャーマンオープン (GOC) (ドイツ)

毎年8月にドイツシュトゥットガルトで開催。グランドスラムのほかプロフェッショナルからシニア、ユーズ、ジュニアまで幅広いカテゴリの競技会が行われる。参加者数も世界最大。
- ワールドカップ(アダルト、10ダンス)
- グランドスラム

年数回行われる主要大会
- アジア選手権
- ヨーロピアン選手権

### 世界ダンス議会主催
世界ダンス議会 (WDC) 主催の大会には以下のようなものがある。
- 世界プロフェッショナル選手権大会
- USオープン（アメリカ）

### イギリス
- 全英選手権

ブラックプールダンスフェスティバルの一部であり、毎年5月下旬にブラックプールのウィンターガーデンで開催される。英国3大大会の中で最も大きくて由緒ある大会。
- UK選手権大会

毎年1月にボーンマスのインターナショナルセンターで行われる。
- ロンドンインターナショナル選手権

毎年10月にロンドンのロイヤルアルバートホールで開催される国際大会。
- ハイランドゲームズ

競技会の一種で、スコットランドのハイランド地方各地で5月～9月にかけて行われる。

### 日本

#### NDCJ主催
NDCJ主催の大会には以下のようなものがある。
- プロフェッショナル統一全日本ダンス選手権大会

JDC,JCFのプロが集結し日本のトップを決める大会。毎年11月3日に開催される。

#### 日本ダンススポーツ連盟主催
日本ダンススポーツ連盟 (JDSF) 主催の大会には以下のようなものがある。
- 三笠宮杯全日本ダンススポーツ選手権大会（東京体育館）

ダンススポーツグランプリシリーズのうち東京で開催される大会、各地域ブロックで選抜された代表選手によって競われる
- WDSF 東京インターナショナルオープン選手権大会

毎年日本で開催されるWDSFの大会、世界各国から選手が参加
- ダンススポーツグランプリ

年数回全国で開催、全日本ランキングを決定し、世界選手権代表選手を選抜　

#### 日本ボールルームダンス連盟主催
日本ボールルームダンス連盟 (JBDF) 主催の大会には以下のようなものがある。
- 日本インターナショナルダンス選手権大会（日本武道館）

#### 学生競技ダンス連盟主催
- 全日本学生競技ダンス選手権

#### 高校ダンス競技大会
- DANCE STADIUM 日本高校ダンス部選手権
- 全日本高校・大学ダンスフェスティバル（神戸）
- 全国高等学校ダンスドリル選手権大会
- 全日本高校生ダンス部コンペティション HIGH SCHOOL DANCE COMPETITION
- DANCE CLUB CHAMPIONSHIP 全国高等学校ダンス部選手権
- 全日本高等学校チームダンス選手権大会
- 高校ダンサーのためのダンス学園祭 TEENS DANCE@PIECE
- Shibuya StreetDance Week 高校生対抗ストリートダンス選手権

#### 中学ダンス競技大会
- DANCE STADIUM 日本中学校ダンス部選手権
- 全日本小中学生ダンスコンクール
- 全国小・中学校リズムダンスふれあいコンクール

## 競技ダンスを題材とした作品

### 雑誌
- 『月刊ダンスビュウ』モダン出版
- 『ダンスファン』(月刊)白夜書房
- 『ダンスタイム』(季刊)講談社

### テレビ番組
- 『ウリナリ芸能人社交ダンス部』
- 『中居正広の金曜日のスマイルたちへ』（コーナー「金スマ社交ダンス部」）
- 『ダンシング・ウィズ・ザ・スターズ』
- 『シャル・ウィ・ダンス?』
- 『ボールルームスターズ』

### 映画
- 『ダンシング・ヒーロー 』
- 『Shall we ダンス?』
- 『Shall We Dance?』（上記のリメイク）
- 『レッスン!』
- 『世界にひとつのプレイブック』

### 漫画
- 『PARTNER』名香智子
- 『DANCING!』佐々木潤子
- 『サンセットカーニバル』サキヒトミ
- 『君といっしょに踊りたい』 村田順子（車いすダンス）
- 『リード・オン・マイ ステップ』木嶋えりん
- 『BUTTER!!!』ヤマシタトモコ
- 『ボールルームへようこそ』竹内友
- 『10DANCE』井上佐藤
- 『少女結晶ココロジカル』 高岡しゆ
- 『背すじをピン!と〜鹿高競技ダンス部へようこそ〜』 横田卓馬
- 『ワルツのお時間』 安藤なつみ
- 『シャドークロス』 スガワラエスコ
- 『踊れ獅子堂賢』 常喜寝太郎

### 小説
- たま高社交ダンス部へようこそ（三萩せんや）
- 即興ワルツ〜青遼競技ダンス部の軌跡（佐々原史緒）
- 紳士と淑女のコロシアム 「競技ダンス」へようこそ（二宮敦人）

### ドラマ
- 『ダンシングライフ』（車いすダンス）

## 競技連盟
- 世界ダンススポーツ連盟 (WDSF) ・・・旧称 国際ダンススポーツ連盟 (IDSF)
- 世界ダンス議会 (WDC)

### 日本
- 公益社団法人日本ダンススポーツ連盟 (JDSF)
- 財団法人日本ボールルームダンス連盟 (JBDF)
- 日本ダンス議会 (JDC)
- 日本プロフェッショナルダンス競技連盟 (JCF)
- 日本プロフェッショナルボールルームダンサーズ協会 (JPBDA)
- 一般社団法人NDCJ
- 全日本学生競技ダンス連盟（通称：学連）
- ストリートダンス協会